# Centris
Centris is een geslacht van insecten uit de familie bijen en hommels (Apidae). De wetenschappelijke naam is voor het eerst geldig gepubliceerd door Johann Christian Fabricius in 1804. Het telt ongeveer 200 soorten die bij 12 ondergeslachten zijn ingedeeld.
Ze komen voor in het Neotropisch en Nearctisch gebied, van Kansas in Noord-Amerika tot Argentinië in Zuid-Amerika. Het zijn grote, robuuste bijen. Vele soorten zijn aangepast om bloemenolie te verzamelen, vooral van Malphigiaceae, daarnaast ook Krameriaceae, Calceolaria en andere planten. Ze gebruiken de olie om hun larven te voeden en hun nesten te bouwen en te verstevigen. Op hun beurt bestuiven ze de planten die ze bezoeken.

## Soorten
- C. adani Cockerell, 1949
- C. adunca Moure, 2003
- C. aenea Lepeletier, 1841
- C. aeneiventris Mocsáry, 1899
- C. aethiocesta Snelling, 1984
- C. aethiops Cresson, 1865
- C. aethyctera Snelling, 1974
- C. agameta Snelling, 1974
- C. agilis Smith, 1874
- C. agiloides Snelling, 1984
- C. albiceps Friese, 1899
- C. americana (Klug, 1810)
- C. amica Moure, 1960
- C. analis (Fabricius, 1804)
- C. angustifrons Snelling, 1966
- C. anomala Snelling, 1966
- C. aterrima Smith, 1854
- C. atra Friese, 1900
- C. atripes Mocsáry, 1899
- C. barbadensis Cockerell, 1939
- C. bicolor Lepeletier, 1841
- C. bicornuta Mocsáry, 1899
- C. bitaeniata Moure, 2002
- C. boliviensis Mocsáry, 1899
- C. braccata Packard, 1869
- C. brethesi Schrottky, 1902
- C. buchholzi Herbst, 1918
- C. burgdorfi Friese, 1900
- C. caelebs Friese, 1900
- C. caesalpiniae Cockerell, 1897
- C. californica Timberlake, 1940
- C. carolae Snelling, 1966
- C. carrikeri Cockerell, 1919
- C. catsal Roig-Alsina, 2000
- C. caxiensis Ducke, 1907
- C. cineraria Smith, 1854
- C. clypeata Lepeletier, 1841
- C. cockerelli Fox, 1899
- C. collaris Lepeletier, 1841
- C. confusa Moure, 1960
- C. conspersa Mocsáry, 1899
- C. cordillerana Roig-Alsina, 2000
- C. cornuta Cresson, 1865
- C. crassipes Smith, 1874
- C. chilensis (Spinola, 1851)
- C. chlorura Cockerell, 1919
- C. chrysitis Lepeletier, 1841
- C. danunciae Moure, 2002
- C. decipiens Moure & Seabra, 1960
- C. decolorata Lepeletier, 1841
- C. decorata Smith, 1854
- C. deiopeia Gribodo, 1891
- C. dentata Smith, 1854
- C. denudans Lepeletier, 1841
- C. derasa Lepeletier, 1841
- C. dichrootricha (Moure, 1945)
- C. difformis Smith, 1854
- C. dimidiata (Olivier, 1789)
- C. dirrhoda Moure, 1960
- C. discolor Smith, 1874
- C. dixanthozona Moure & Seabra, 1962
- C. dorsata Lepeletier, 1841
- C. ectypha Snelling, 1974
- C. eisenii Fox, 1893
- C. elegans Smith, 1874
- C. ephippia Smith, 1854
- C. errans Fox, 1899
- C. erythrosara Moure & Seabra, 1960
- C. erythrotricha Seabra & Moure, 1961
- C. escomeli Cockerell, 1926
- C. euphenax Cockerell, 1913
- C. eurypatana Snelling, 1984
- C. facialis Mocsáry, 1899
- C. fasciata Smith, 1854
- C. ferrisi Cockerell, 1924
- C. ferruginea Lepeletier, 1841
- C. festiva Smith, 1854
- C. fisheri Snelling, 1974
- C. flavicans Moure, 2003
- C. flavifrons (Fabricius, 1775)
- C. flavilabris Mocsáry, 1899
- C. flavofasciata Friese, 1900
- C. flavohirta Friese, 1900
- C. flavopilosa Friese, 1925
- C. flavothoracica Friese, 1899
- C. fluviatilis Friese, 1924
- C. frieseana Moure, 2003
- C. fulva Friese, 1924
- C. fuscata Lepeletier, 1841
- C. garleppi (Schrottky, 1913)
- C. gavisa Snelling, 1988
- C. gelida Snelling, 1984
- C. griseola Snelling, 1984
- C. haemorrhoidalis (Fabricius, 1775)
- C. harbisoni Snelling, 1974
- C. heithausi Snelling, 1974
- C. hoffmanseggiae Cockerell, 1897
- C. horvathi Friese, 1900
- C. hyptidis Ducke, 1908
- C. hyptidoides Roig-Alsina, 2000
- C. insignis Smith, 1854
- C. insularis Smith, 1874
- C. intermixta Friese, 1900
- C. jujuyana Roig-Alsina, 2000
- C. klugii Friese, 1900
- C. labiata Friese, 1904
- C. laevibullata Snelling, 1966
- C. langsdorfii Blanchard, 1840
- C. lanipes (Fabricius, 1775)
- C. lanosa Cresson, 1872
- C. lateritia Friese, 1899
- C. laticincta (Spinola, 1841)
- C. leprieuri (Spinola, 1841)

- C. lilacina Cockerell, 1919
- C. longimana Fabricius, 1804
- C. lutea Friese, 1899
- C. lyngbyei Jensen-Haarup, 1908
- C. maculifrons Smith, 1854
- C. machadoi Azevedo & Silveira, 2005
- C. maranhensis Ducke, 1911
- C. mariae Mocsáry, 1896
- C. maroniana Cockerell, 1917
- C. meaculpa Snelling, 1984
- C. melampoda Moure, 2003
- C. melanochlaena Smith, 1874
- C. merrillae Cockerell, 1919
- C. metathoracica Friese, 1912
- C. mexicana Smith, 1854
- C. mixta Friese, 1904
- C. mocsaryi Friese, 1899
- C. moerens (Perty, 1833)
- C. moldenkei Toro & Chiappa, 1989
- C. mourei Roig-Alsina, 2000
- C. muralis Burmeister, 1876
- C. neffi Moure, 2000
- C. nigerrima (Spinola, 1851)
- C. nigriventris Burmeister, 1876
- C. nigrocaerulea Smith, 1874
- C. nigrofasciata Friese, 1899
- C. nitens Lepeletier, 1841
- C. nitida Smith, 1874
- C. niveofasciata Friese, 1899
- C. nobilis Westwood, 1840
- C. obscurior Michener, 1954
- C. obsoleta Lepeletier, 1841
- C. orellanai Ruiz, 1940
- C. pachysoma Cockerell, 1919
- C. pallida Fox, 1899
- C. plumbea Moure, 2002
- C. plumipes Smith, 1854
- C. poecila Lepeletier, 1841
- C. pseudoephippia Friese, 1900
- C. pulchra Moure, Oliveira & Viana, 2003
- C. quadrimaculata Packard, 1869
- C. restrepoi Moure, 2002
- C. rhodadelpha Cockerell, 1939
- C. rhodomelas Timberlake, 1940
- C. rhodophthalma Pérez, 1911
- C. rhodoprocta Moure & Seabra, 1960
- C. rhodopus Cockerell, 1897
- C. rubripes Friese, 1899
- C. rufipes Friese, 1899
- C. rufohirta Friese, 1900
- C. rufosuffusa Cockerell, 1935
- C. rupestris Azevedo & Silveira, 2005
- C. ruthannae Snelling, 1966
- C. satana Snelling, 1984
- C. scopipes Friese, 1899
- C. scutellaris Friese, 1899
- C. semicaerulea Smith, 1874
- C. sericea Friese, 1899
- C. similis (Fabricius, 1804)
- C. singularis Ducke, 1904
- C. smithiana Friese, 1900
- C. smithii Cresson, 1879
- C. spilopoda Moure, 1969
- C. sponsa Smith, 1854
- C. superba Ducke, 1904
- C. tamarugalis Toro & Chiappa, 1989
- C. tarsata Smith, 1874
- C. terminata Smith, 1874
- C. testacea Lepeletier, 1841
- C. tetrazona Moure & Seabra, 1962
- C. thoracica Lepeletier, 1841
- C. tiburonensis Cockerell, 1923
- C. toroi Zanella, 2002
- C. torquata Moure & Seabra, 1962
- C. transversa Pérez, 1905
- C. tricolor Friese, 1900
- C. trigonoides Lepeletier, 1841
- C. unifasciata (Schrottky, 1913)
- C. urens Moure, 2000
- C. vanduzeei Cockerell, 1923
- C. vardyorum Roig-Alsina, 2000
- C. varia (Erichson, 1848)
- C. versicolor (Fabricius, 1775)
- C. vidua Mocsáry, 1899
- C. violacea Lepeletier, 1841
- C. vittata Lepeletier, 1841
- C. vogeli Roig-Alsina, 2000
- C. vulpecula Burmeister, 1876
- C. weilenmanni Friese, 1900
- C. willineri Moure, 2000
- C. xanthocnemis (Perty, 1833)
- C. xanthomelaena Moure & Castro, 2001
- C. xochipillii Snelling, 1984
- C. zacateca Snelling, 1966
- C. zonata Mocsáry, 1899